# 25 złotych polskich (1828–1833)
25 złotych polskich (1828–1833) – moneta dwudziestopięciozłotowa Królestwa Kongresowego okresu autonomii, zwana również pojedynczym złotym królewskim, wprowadzona jako następczyni dwudziestopięciozłotówki bitej w latach 1822–1825, po śmierci cara Aleksandra I, za panowania Mikołaja I. Była bita w złocie, z datą 1828, 1829, 1832 i 1833, według systemu monetarnego opartego na grzywnie kolońskiej. Była ostatnią dwudziestopięciozłotówką Królestwa Kongresowego. Wycofano ją z obiegu 1 maja 1847 r.
Moneta została wybita z otokiem, podobnie jak niektóre inne nominały Królestwa Polskiego okresu autonomii emitowane po 1819–, albo po 1820 r.

## Awers
Na tej stronie umieszczono prawe popiersie cara Aleksandra I, otokowo napis:

ALEXANDER I CES• ROS•WSKRZESICIEL KRÓL•POLS•1815*

Dookoła znajduje się wypukły otok.

## Rewers
Na tej stronie umieszczono w wieńcu nominał „25", pod nim napis „ZŁO•POL•” poniżej rok 1828, 1829, 1832 lub 1833, na dole znak intendenta mennicy w Warszawie –
- F.H. (Fryderyka Hungera 1828, 1829) lub
- K.G. (Karola Gronaua 1832, 1833)[5].

Całość otoczona napisem:

MIKOŁAY I.CES•WSZ•ROSSYI KRÓL POLSKI PANUJĄCY*

Dookoła znajduje się wypukły otok.

## Opis
Monetę bito w mennicy w Warszawie, w złocie próby 916, na krążku o średnicy 18,5 mm, masie 4,9051 grama, z rantem ząbkowanym, z otokiem. Według sprawozdań mennicy w latach 1828–1833 w obieg wypuszczono 2757 dwudziestopięciozłotówek.
Stopień rzadkości poszczególnych roczników przedstawiono w tabeli:
| Rocznik                  | Stopień rzadkości | Szacowana liczba egzemplarzy | Zdjęcie |
| ------------------------ | ----------------- | ---------------------------- | ------- |
| 25 złotych polskich 1828 | R5                | 26–120                       |         |
| 25 złotych polskich 1829 | R4                | 121–600                      |         |
| 25 złotych polskich 1832 | R5                | 26–120                       |         |
| 25 złotych polskich 1833 | R4                | 121–600                      |         |

Moneta była bita w latach panowania Mikołaja I, więc w numizmatyce rosyjskiej zaliczana jest do kategorii monet tego cara.
Mimo, że w aktach normatywnych nazwą monety był pojedynczy złoty królewski, na rewersie został wybity nominał: 25 złotych polskich. Monety nie stanowiły jednak równowartości 25 złotych polskich w srebrze. Były to w rzeczywistości dwie odrębne waluty złotowe:
- złoty polski w złocie oraz
- złoty polski w srebrze.

W okresie powstania listopadowego rozporządzeniem Rządu Narodowego z 31 marca 1831 r. zrezygnowano z bicia zarówno podwójnych– (50-złotówek) jak i pojedynczych złotych królewskich (25-złotówek). Nieliczne powstańcze emisje tych złotych monet zostały antydatowane na rok 1829. Po upadku zrywu 1831 r. powrócono jednak do emisji złotych 25-złotówek (roczniki 1832 i 1833).